# Borneophysis chewi
Borneophysis chewi là một loài bọ cánh cứng trong họ Cerambycidae.